# 口語訳聖書
口語訳聖書（こうごやくせいしょ）とは、口語文に翻訳された聖書のことである。日本国においては、日本聖書協会が出版した『聖書 口語訳』を指す場合もある。
聖書が各国語に翻訳される際、口語は変遷して行くものであり、時間と共に文語と口語に乖離が起こる。この乖離を埋めるための翻訳は、その時代の口語と近しい文体となり、文語訳聖書との対置として口語訳聖書と呼ばれる。

## ドイツ語
ルター訳（1892年改訂版）
18世紀のドイツでは、マルティン・ルター訳の聖書が300年間そのまま使用されていた。一方で、出版者による差異が生じ、誤植や改変の箇所が無視できない数となった。そこで、ドイツ福音教会会議（独: Deutsche Evangelische Kirchenkonferenz）は、ルターによる最終稿の完全な復元と、正書法に基づく現代語化を決定し、1892年に教会が責任も持って行う公的な校訂版（独: Kirchenamtliche Revision）を刊行した。

## 英語
新改訂標準訳
『改訂訳（英: Revised Version・RV）』は、1611年に完成した『ジェームズ王欽定訳（英: King James Version・KJV）』を英国で大幅に改訂して1885年に完成したものである。また、RVに参加した米国の聖書学者によって1901年に『アメリカ標準訳（英: American Standard Version・ASV）』が発行された。ASVは、1952年の『改訂標準訳（英: Revised Standard Version・RSV）』を経て、さらに約40年後の1989年に出版された『新改訂標準訳（英: New Revised Standard Version・NRSV）』では、過去50年間の学究的成果を反映し、1950年代以降英語に起こった変化にも注意を払われたものとなった。

## 日本語
新約聖書 口語訳
フェデリコ・バルバロ（伊: Federico Barbaro）は、1910年（明治43年）刊行の『我主イエズスキリストの新約聖書』を参考にして、1953年（昭和28年）に『新約聖書 口語訳』をドン・ボスコ社から出版した。
口語聖書
日本聖書協会では、1950年（昭和25年）ごろになると戦後の現代かなづかい、当用漢字の制定などによる国語の変化や聖書学の急速な進歩で、1887年（明治20年）刊の『舊約全書』並びに1917年（大正6年）刊の『改譯新約聖書』への改訳要求が次第に高まってきたことを受け、1951年（昭和26年）4月、米英の聖書協会の協力を得て翻訳を始めた。この翻訳は、初めて日本人の聖書学者によってなされ、1955年（昭和30年）までに完成し『口語聖書』として出版された。

## 脚註

### 註釈
1. 1 2  日本聖書協会が、1955年に出版した当初の書名は『口語聖書』[2]であったが、後に『聖書 口語訳』に改題された。
2. ↑  ドン・ボスコ社は、宗教法人カトリック・サレジオ修道会出版事業部の通称[7]。